# Hymn Gwinei
Liberté (Wolność) to hymn państwowy Gwinei. Został przyjęty w 1958 roku. Autor słów jest nieznany, a muzykę skomponował Fodeba Keita.

## Oficjalne słowa francuskie
Peuple d'Afrique!
Le Passé historique!
Que chante l'hymne de la Guinée fière et jeune
Illustre epopée de nos frères
Morts au champ d'honneur en libérant l'Afrique!
Le peuple de Guinée prêchant l'unité
Appelle l'Afrique.
Liberté! C'est la voix d'un peuple
Qui appelle tous ses frères a se retrouver.
Liberté! C'est la voix d'un peuple
Qui appelle tous ses frères de la grande Afrique.
Bâtissons l'unité africaine dans l'indépendance retrouvée.